# Kaffkönig
Kaffkönig ist eine deutschsprachige Rockband aus Bad Saulgau und Eppelheim in Deutschland, die bei dem Musiklabel Starwatch Entertainment unter Vertrag steht.

## Geschichte
Kaffkönig wurde im Jahr 2016 von Julian Seßler, Marcel Melucci und Florian F. Hennefarth gegründet. Die Band tritt mit Seßler und Melucci als klassisches Duo auf, Hennefarth schreibt jedoch gemeinsam mit den beiden Hauptakteuren Musik sowie alle Texte und dreht zudem die Musikvideos der Gruppe. Im Jahr 2017 veröffentlichte die Band ihr Debütalbum Das große Kotzen, das von Kurt Ebelhäuser produziert wurde.

## Stil
Musikalisch ist die Band in deutschsprachiger Rockmusik verwurzelt. Sie bedient sich jedoch auch von Stilelementen der Punk- und Indie-Musik. Auffällig ist der Sound der Band: obwohl auf der Bühne nur zu zweit, klingt Kaffkönig wie eine „vollständige“ Band. Dies setzt Julian Seßler mittels eines eigens für die Band entwickelten MIDI-Setups seines Verstärkers um, durch das der Sänger und Gitarrist der Band nicht nur Gitarre, sondern auch gleichzeitig Bass-Linien spielen kann. Die häufig sehr direkten Texte der Band befassen sich mit zwischenmenschlichen und gesellschaftlichen Themen.

## Diskografie

### Alben
- 2017: Das große Kotzen (Starwatch Entertainment)

### Videos
- 2017: Gaffer & Beton
- 2017: Das große Kotzen
- 2017: Rattenkinder (Non Album-Track)